# Лапін Ілля Євгенович
Лапін Ілля Євгенович — полковник Збройних сил України, Учасник війни в Афганістані, учасник російсько-української війни. На військовій службі з 06.08.1979 року по 01.06.2024 року. Вислуга років у Збройних Силах: календарна – 30 років 10 місяців, пільгова – 35 років 7 місяців.

## Життєпис

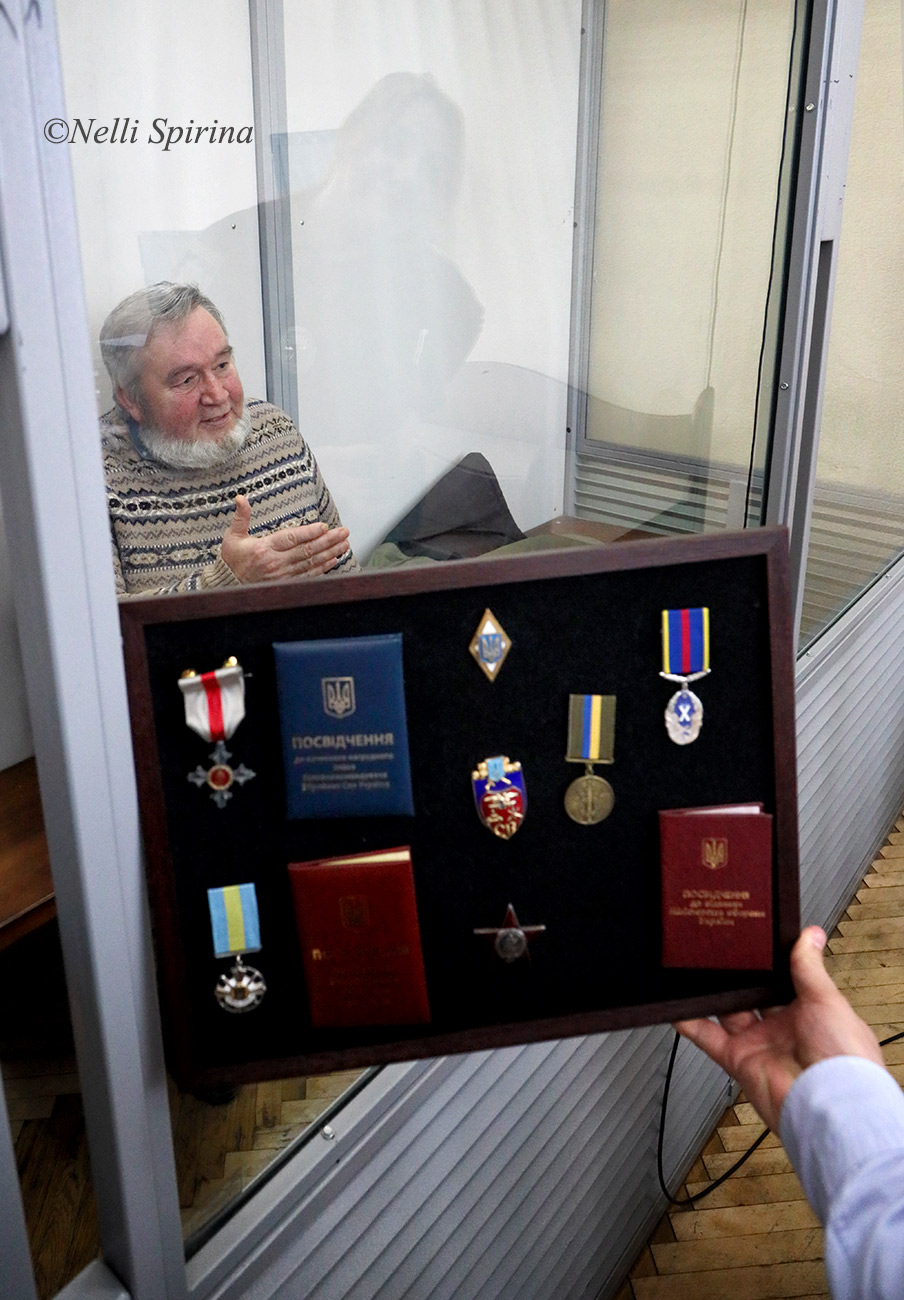
Нагороди полковника Лапіна. Печерський суд Києва. 19.03.2025.

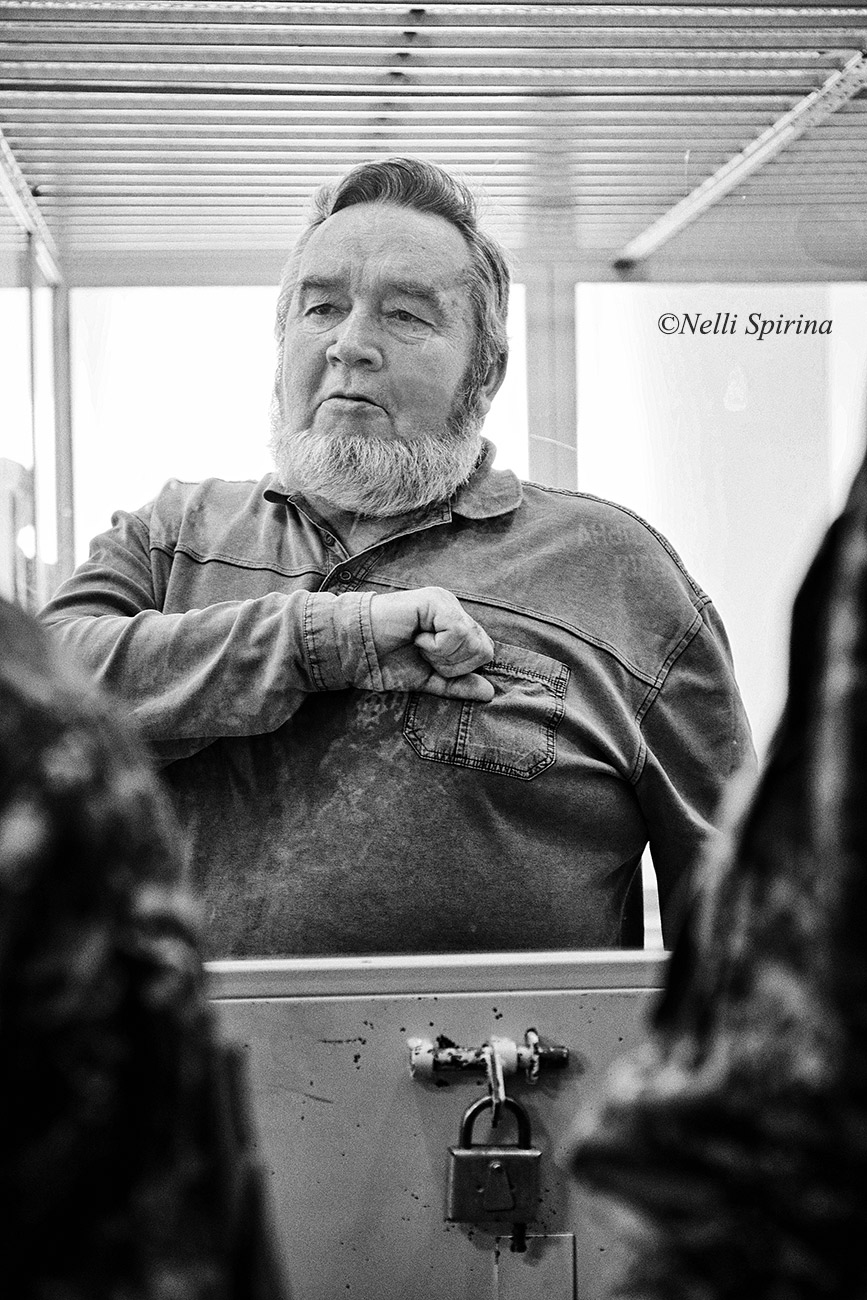
Полковник Лапін в апеляційному суді Києва під час виконання державного гімну. 3.03.2025.

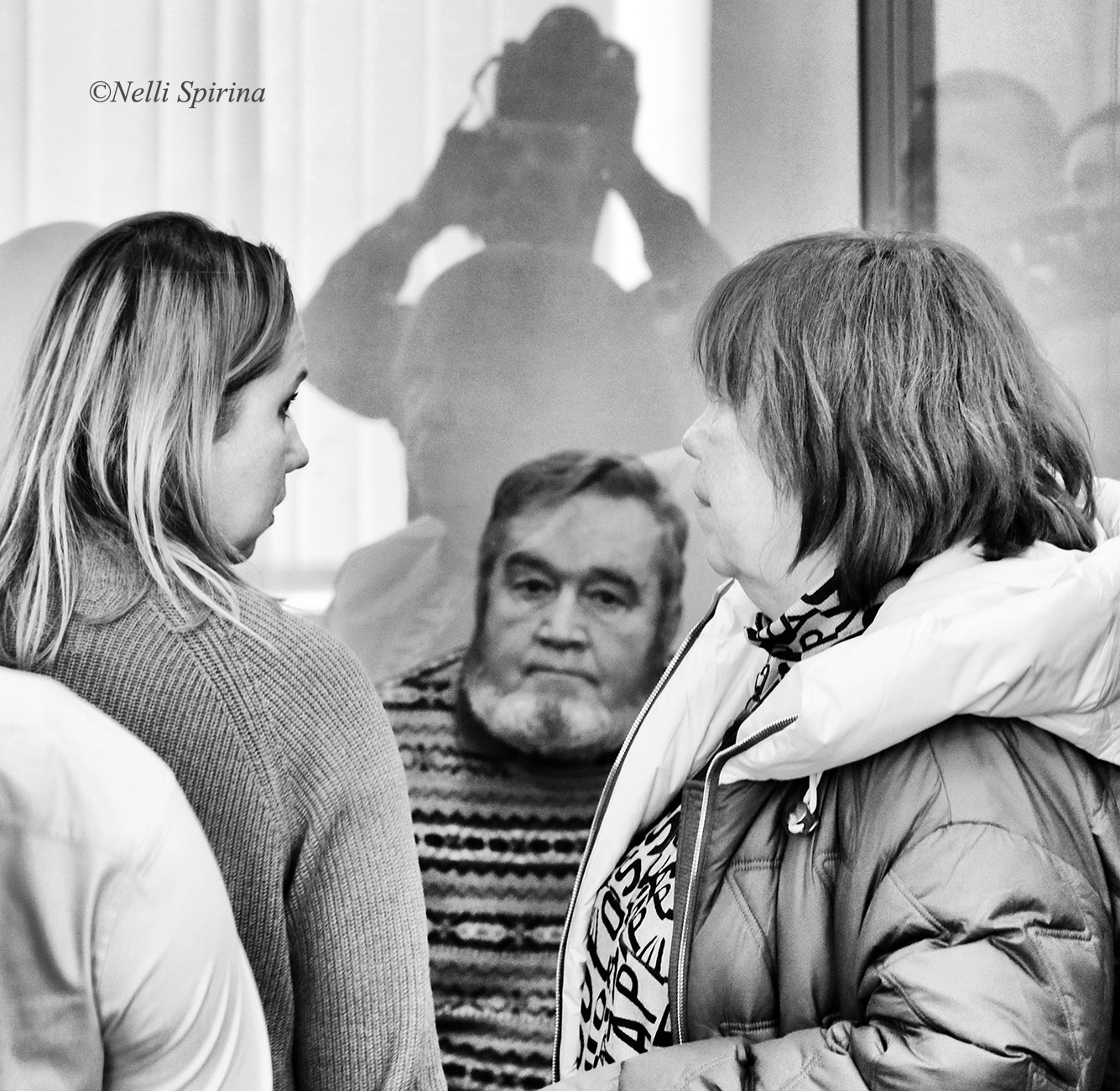
Полковник Лапін з донькою і дружиною в Печерському суді Києва. 19.03.2025.

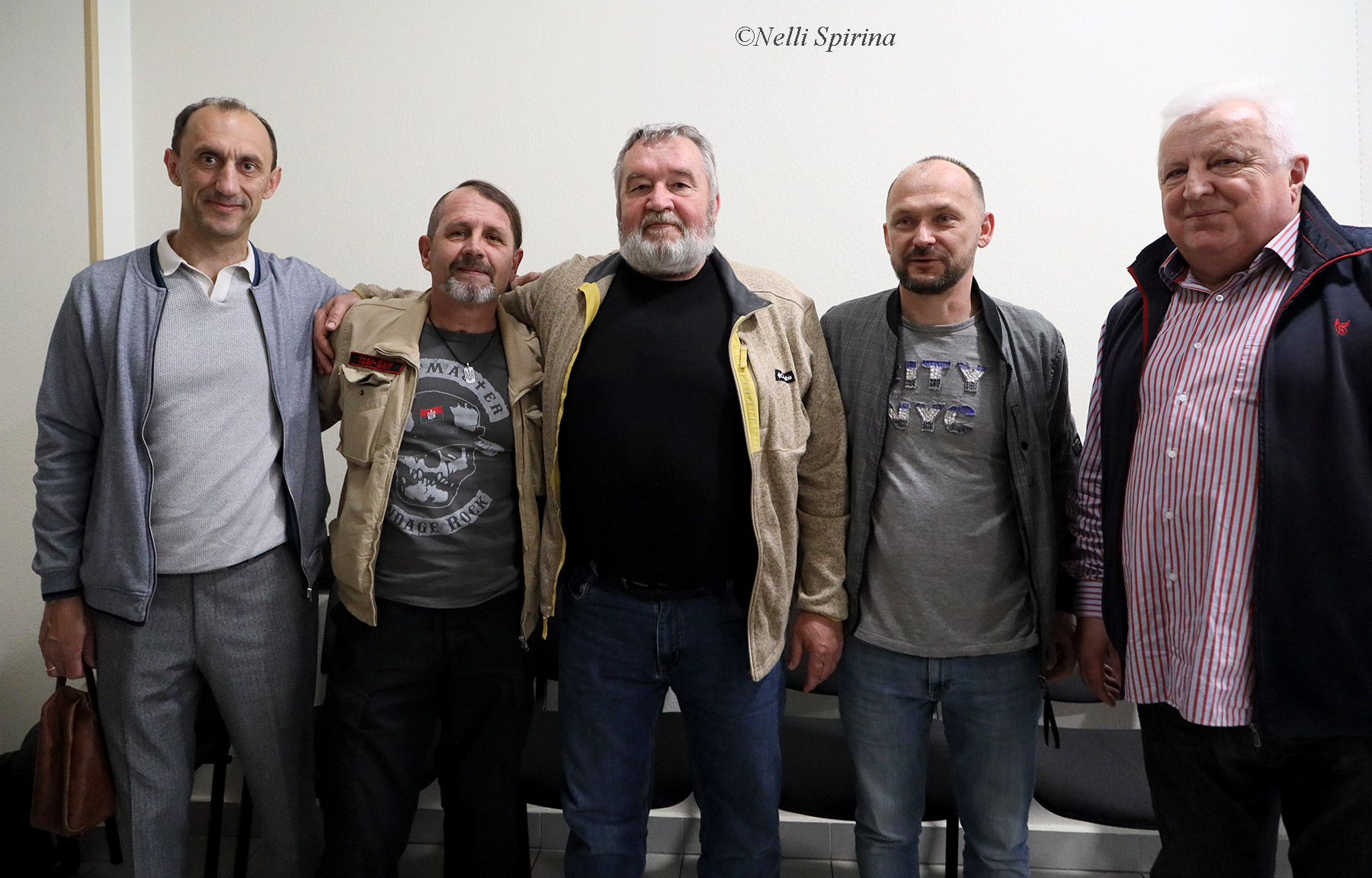
Роман Червінський, Володимир Балух, полковник Лапін та члени групи підтримки в Апеляціному суді Києва. 20.05.2025.

Народився 2 червня 1962 року в Запоріжжі. У 1979 – 1983 роках навчався в Одеському вищому командному  артилерійському училищі. Отримав кваліфікацію Офіцера з вищою військовою спеціальною освітою за спеціалізацією «Командна, тактична, артилерійська зброя».
Під час проходження військової служби був командиром взводу розвідки 1074 артилерійського полку 108 МСД, 400 А ТуркВО з 29.08.1984 по 27.06.1986. 
Перший бойовий досвід отримав в Афганістані, де з 1984 по 1986 роки був корегувальником артилерійського вогню. Має державну нагороду - орден Червоної зірки. Проходив службу в Угорщині (1986 - 1989), в Білорусі (1989 - 1992). 
Після розпаду СРСР повернувся до України. У 1993 році прийняв військову присягу на вірність українському народу. Проходив службу у Миколаєві. Після створення в Києві Академії ЗСУ, вступив на навчання (1994 – 1996 роки) і був у рядах першого випуску, де отримав другу вищу військову освіту за спеціальністю «Частини та з’єднання ракетних військ і артилерії» та присвоєно кваліфікацію «Офіцер військового управління оперативно-тактичного рівня». 
До Запоріжжя повернувся у 1997 році на посаду начальника штабу однієї з військових частин.
У 2003 році став командиром артилерійської бригади в Запоріжжі.
У 2004 році вийшов на пенсію за вислугою років.
У вересні 2014 року до полковника Лапіна І.Є. звернулося керівництво Запорізького гарнізону з проханням допомогти сформувати та підготувати 37 окремий мотопіхотний батальйон до виконання бойових завдань в зоні АТО. Не звертаючи увагу на свій великий досвід, вік (52 роки) та погане здоров’я, погодився на запропоновану йому майорську посаду начальника штабу батальйону. З вересня 2014 року по грудень 2015 року він з батальйоном успішно виконував всі поставлені вищим керівництвом завдання в зоні АТО (Донецька область – Курахове, Новобахмутівка, прикривали підходи до Донецького аеропорту, захищали Маріупіль, Широкине).
Під час бойових дій отримав хімічний опік легенів. 6 червня 2015 року потрапив в Запорізький шпиталь, де ВЛК було діагностоване хронічне обструктивне захворювання легень, легеневу недостатність ІІ ступеню, ішемічну хворобу серця та ще цілий «набір» набутих хвороб. У грудні 2015 МСЕК надало Лапіну І.Є. третю групу інвалідності за причиною захворювання, пов’язаного з захистом Батьківщини.
Пролікувавшись пару років, не всидів на місці, став військовим комісаром Чернухінського військкомату Полтавської області (2018-2020 роки).
З початком широкомасштабного вторгнення рф, полковник Лапін з 24 лютого 2022 по червень 2022 року був начальником штабу ДФТГ Запоріжжя. 
З червня 2022 року, на своє 60-річчя знову був призваний до лав ЗСУ. Став на захист міста Оріхів Запорізької області.
8 лютого 2023 року, перебуваючи в Запорізькій обласній клінічній лікарні, під кисневою маскою, лікуючи запалення легень після Оріхова, полковник Лапін отримав пропозицію обласного військового комісара сформувати та очолити 
415-й окремий стрілецький батальйон. Вже 9 лютого 2023 року полковник Лапін приступив до виконання обов’язків командира 415 ОСБ. 
З 6 червня 2023 року приймав з батальйоном активну участь у бойових діях в районі населеного пункту Андріївка Донецької області. Вміло керував та забезпечував боєздатність батальйону. Сприяв створенню взводу аеророзвідки та в подальшому  вміло організував  та надавав допомогу командирам підрозділів з питань організації взаємодії та сумісного виконання бойових завдань.
З 19 вересня 2023 року батальйон виконував бойові завдання в Харківській області. Після боїв на Донеччині чисельність батальйону складала 39%. Населений пункт, який мав обороняти батальйон під командуванням Лапіна, був вкрай у невигідному положенні: розташовувався за 200 метрів до кордону з Росією, до того ж всі панівні висоти займали росіяни. Батальйон не мав необхідних засобів для відбиття атак. Ілля Лапін пояснив:
|  | "Ворог міг абсолютно спокійно бачити, що відбувається на позиціях і він їх повністю прострілював. Крім того, у нас (415-го стрілецького батальйону — ред.) бракувало засобів для ефективного ураження противника. Ворог безперешкодно виставляв танки, обстрілював наші позиції, прямою наводкою, а ми не могли цьому нічого протиставити. Стрілецький батальйон, по суті не має жодного важкого озброєння. Єдине, чим він озброєний, це по суті, стрілецька зброя, деякі види ручних гранатометів, два міномета, один з яких заклинив під час ведення бою 10 травня. |

18 лютого 2024 року полковник Лапін був доставлений з Харкова до Запоріжжя до відділення екстреної невідкладної медичної допомоги у тяжкому стані з діагнозом: тромбоемболія, інфаркт-пневмонія та гідроторакс. За тяжкістю стану був переведений до відділення інтенсивної терапії Запорізької обласної клінічної лікарні на ШВЛ і введений у штучну медикоментозну кому (в якій перебував 4 дні). Перебував стаціонарно в лікарні до 8 березня 2024 року і за рішенням ВЛК отримав відпустку для лікування у зв’язку з хворобою на 30 днів. 
8 квітня 2024 року повернувся після лікування в розташування батальйону в Харківській області.
1 червня 2024 року звільнений з військової служби у відставку за віком (у віці 62 роки).  Після звільнення продовжує бути на зв’язку з батальйоном і як волонтер всіляко надає допомогу ЗСУ.
Наразі, за словами адвокатів Іллі Лапіна, його підозрюють у неналежному виконанні службових обов'язків та залишенні поля бою під час оборони Харкова. Слідство розслідує, зокрема 4 епізоди. За версією слідства полковник Лапін:
1. Не сформував рішення про кругову оборону та підготовку відповідних документів.
2. Не сформував рішення про створення вогневих позицій і опорних пунктів, не контролював їхнє облаштування.
3. Не перебував на командному пункті.
4. Дав наказ на відхід підрозділу.
Адвокат Ілля Воробйов заявив, що твердження сторони звинувачення спростовуються документами, що є у справі:
1. Теза сторони звинувачення про кругову оборону не відповідає дійсності і спростовується замислом ведення оборонного бою, який надала сторона обвинувачення. Позиції і опорні пункти — також не відповідає дійсності і спростовується так само замислом ведення бою. В розділі третьому детально описано, які позиції необхідні, де вони мають бути, тобто чіткі координати цих позицій.
2. Адвокат Воробйов долучив до матеріалів справи журнал будівництва фортифікацій, де щоденно із фотографіями повідомлялось про виконання робіт, однак без будівельної техніки, адже її знищували російські дрони.
3. Полковник Лапін був на командному пункті. Це підтверджується журналом ведення бою і показаннями свідків.
4. Полковник Лапін розумів, що, залишивши цілу роту у повному оточенні на позиції на передньому краї, шансів на виживання у них просто не буде. Якщо прочитати журнал ведення бою, то рахунок у командира йшов на хвилини. Часу вагатися, переузгоджувати рішення по всій вертикалі просто не було. Тому для збереження життів особового складу Лапін надав наказ перейти до маневреної оборони, переміститися на інші позиції, вирівняти лінію оборони та тримати її до підходу резервів. Лапін зберіг життя людей, не дав знищити свій батальйон, який продовжує по теперішній час виконувати завдання у тій місцевості.
За словами адвоката Воробйова, Лапін перебував на лікуванні в ізоляторі, проте потребує медичного нагляду та лікування, яких не можуть надати у санчастині СІЗО.
Попри наявність у справі документів, що повністю спростовують версію звинувачення, і наявність документів, що підтверджують необхідність термінового лікування, Печерський районний суд призначив Іллі Лапіну запобіжний захід у вигляді перебування під вартою. Вимоги статті 43-1 КК Украіни (про бойовий імунітет) судом були проігноровані. На знак протесту проти суддівського свавілля Лапін оголосив безстрокове голодування.
4 квітня 2025 року Печерський суд Києва задовольнив клопотання про зміну запобіжного заходу на цілодобовий домашній арешт з можливістю відвідувати заклади лікування.
7 липня 2025 року Печерський суд Києва змінив запобіжний захід: з нічного домашнього арешту Іллю Лапіна передали на поруки правозахиснику та ветерану російсько-української війни Масі Найєму. Масі Найєм зазначив, що знає Іллю Лапіна по службі і сказав: "Держава нещодавно довіряла йому зброю, людей, гроші. Потім з’явилась підозра і держава більше не довіряє. Впевнений що зможу забезпечити виконання обов’язків. Вважаю, що Лапін не є винуватим.”

## Нагороди
- Орден Червоної Зірки (СРСР)
- Відзнака Президента України «За участь в антитерористичній операції» (2016)
- Медаль «За бездоганну службу» ІІІ ступеня
- Медаль «10 років Збройним Силам України» (2001)
- Медаль «Ветеран служби» (2019)
- Нагрудний знак «Сухопутні війська України»
- Відзнака Головнокомандувача Збройних Сил України «Сталевий Хрест» (2024) та інші[джерело?].